# Finn Grüner-Hegge
Finn Brynjulf Grüner-Hegge (Oslo, 3 februari 1895 - aldaar, 25 juli 1962) was een Noors violist. Ook componeerde hij samen met Irgens-Jensen.

## Biografie
Hij was de oudere broer van Odd Grüner-Hegge, maar lang niet zo bekend. Hijzelf was violist in enkele orkesten van Noorwegen, waaronder dat van het Nationaltheatret, voordat de definitieve voorloper van het Oslo Filharmoniske Orkester zou ontstaan. Zijn broer Odd was daarvan langdurig chef-dirigent.
Hij was, net als zijn broer, bevriend met componist Ludvig Irgens-Jensen met wie ook kamermuziek uitvoerde. In 1939 hielp hij Irgens-Jensen met zijn toneelmuziek voor Driftekaren. Hij speelde mee tijdens het compositie/concertdebuut van zijn broer en speelde samen met Nils Larsen.
Irgens-Jensen schreef en speelde zijn Sonate voor viool en piano in Bes majeur voor en met Grüner-Hegge. Die sonate, waar Irgens-Jensen in 1913 aan begon, zag pas het levenslicht op 6 oktober 1926, toen "sterviolist" Arve Arvesen  en pianiste Elisabeth Reiss het werk uitvoerden.